# Dili Timur
| \| Dili Timur \| |
| Dili Timur       |
| Dili Timur       |

| Dili Timur |

Dili Timur (deutsch Ost-Dili) war ein Kecamatan der osttimoresischen Hauptstadt Dili, während der indonesischen Besatzungszeit. Nach Abzug der Indonesier wurde er zunächst in einen Subdistrikt umbenannt.

## Geschichte
Am Ende der portugiesischen Kolonialzeit war der Kreis (portugiesisch Conselho) Dili in die Postos Dili, Atauro und Metinaro aufgeteilt. Nach der Besetzung durch die Indonesier 1975 wurden die Verwaltungsbezeichnungen angepasst. Der Kreis Dili wurde zum Kabupaten (Distrikt) und die Postos zu Kecamatans. Der Posto Dili wurde in die zwei Kecamatans Dili Timur und Dili Barat (West-Dili) aufgeteilt. Nach der Unabhängigkeit Osttimors wurde Dili Timur mit dem Diploma Ministerial n.° 6/2003 in die neuen Subdistrikte Cristo Rei und Nain Feto umgewandelt. Ein Teil kam zu Vera Cruz.

## Geographie und Gliederung
Dili Timur entsprach im groben dem Gebiet des heutigen Verwaltungsamts Cristo Rei. Es umfasste den Osten des Stadtgebiets von Dili, mit der Bucht von Dili im Nordosten und der Straße von Wetar im Norden. Östlich lag der Kecematan Metinaro, westlich der Kecematan Dili Barat. Im Süden grenzte Dili Timur an den Kabupaten Aileu.
Dili Timur wurde in 19 Desa unterteilt:
| Suco            | Suco nach dem Diploma Ministerial n.° 6/2003 | 2003 Teil vom Subdistrikt |
| --------------- | -------------------------------------------- | ------------------------- |
| Hera            | Hera                                         | Cristo Rei                |
| Camea           | Camea                                        | Cristo Rei                |
| Fatuahi         | Camea                                        | Cristo Rei                |
| Bemori          | Bemori                                       | Cristo Rei                |
| Meira           | Bemori                                       | Cristo Rei                |
| Culu Hun        | Culu Hun                                     | Cristo Rei                |
| Becora          | Becora                                       | Cristo Rei                |
| Centro Benemauk | Becora                                       | Cristo Rei                |
| Ailok           | Becora                                       | Cristo Rei                |
| Balibar         | Balibar                                      | Cristo Rei                |
| 10 Junho        | Balibar                                      | Cristo Rei                |
| Bidau Formosa   | Bairo Formosa                                | Nain Feto                 |
| Bidau Santana   | Bidau Santana                                | Nain Feto                 |
| Bidau Lecidere  | Bidau Lecidere                               | Nain Feto                 |
| Meti Aut        | Meti Aut                                     | Nain Feto                 |
| Inur Fuik       | Lahane Oriental                              | Vera Cruz                 |
| Lahane Oriental | Lahane Oriental                              | Vera Cruz                 |
| Asucai Lorosae  | Santa Cruz                                   | Vera Cruz                 |
| Santa Cruz      | Santa Cruz                                   | Vera Cruz                 |

## Sport
Der Fußballverein Cacusan CF trat 1997 in der Liga Lorosae als Dili Timur an.